# شادرینسک
شهر شادرینسک (به روسی: Шадринск) در کشور روسیه و در اوبلاست کورگان واقع شده‌است.